# Збагачувальна фабрика шахти «Трудівська»
Збагачувальна фабрика шахти «Трудівська» — збагачувальна фабрика шахти «Трудівська» в місті Донецьку, споруджена за проектом інституту «Південдіпрошахт».

## Історія
Введена в дію у 1957 році як індивідуальна фабрика для збагачення довгополум'яного вугілля шахти «Трудівська» з виробничою потужністю 600 тис. тонн на рік, яка в подальшому була підвищена до 1600 тис. тон на рік. За проектною технологією передбачалося збагачення класу +13 мм у мийних жолобах і відвантаження його на енергетику єдиним продуктом у суміші з відсівом 0-13 мм. У 1972 році жолоби було замінено на відсаджувальні машини. В останні роки провадяться роботи по пониженню глибини збагачення з метою зниження зольності дрібних класів та товарного продукту фабрики в цілому.

## Адреса
Місто Донецьк, залізнична станція Мандрикине;